# Вулиця Олени Ковальчук
Ву́лиця Оле́ни Ковальчу́к — зникла вулиця, що існувала в Дарницькому районі міста Києва, місцевість Позняки. Пролягала від Тальнівської вулиці.
Прилучалися Снігурівська вулиця та провулок Олени Ковальчук.

## Історія
Вулиця виникла в першій половині XX століття (не пізніше кінця 1930-х років) під назвою Рибальська, з 1955 року — Передовиків. Назву вулиця Олени Ковальчук, на честь військової медсестри, киянки, що загинула під час німецько-радянської війни, вулиця набула 1963 року.
Ліквідована у 1980-ті роки в зв'язку з частковим знесенням забудови села Позняки та переплануванням місцевості.